# Säter (đô thị)
Đô thị Säter (tiếng Thụy Điển: Säter kommun) là một đô thị ở hạt Dalarna của Thụy Điển. Thủ phủ là thị xã Säter. Dân số thời điểm 31 tháng 12 năm 2000 là 11259 người.